# Pavlo Kouznietsov
 (février 2022).
Pavlo Serhíyovytch Kouznietsov (en ukrainien : Павло́ Сергі́йович Кузнєцо́в), né le 1er mai 1950 et mort le 27 janvier 2022, est un homme politique ukrainien.

## Biographie
Membre du Parti communiste d'Ukraine, il siège à la Verkhovna Rada de 1998 à 2002.
Il décède de la COVID-19 à Kiev le 27 janvier 2022, à l'âge de 71 ans.